# グリーン郡 (オハイオ州)
グリーン郡（英: Greene County）は、アメリカ合衆国オハイオ州の西部に位置する郡である。人口は16万7966人（2020年）。郡庁所在地はジーニアであり、同郡で人口最大の都市はビーバークリークである。
グリーン郡はデイトン大都市圏に属している。1803年3月24日に設立され、郡名はアメリカ独立戦争の軍人ナサニエル・グリーン将軍に因んで名付けられた。

## 地理
アメリカ合衆国国勢調査局に拠れば、郡域全面積は416.26平方マイル (1,078.1 km2)であり、このうち陸地413.73平方マイル (1,071.6 km2)、水域は2.53平方マイル (6.6 km2)で水域率は0.61%である。

### 隣接する郡
- クラーク郡 - 北
- マディソン郡 - 北東
- ファイエット郡 - 南東
- クリントン郡 - 南
- ウォーレン郡 - 南西
- モンゴメリー郡 - 西

### 国立保護地域
- デイトン航空術遺産国立歴史公園（部分）

## 人口動態
以下は2010年国勢調査による人口統計データである。
| 基礎データ - 人口: 161,573人 - 世帯数: 61,825 世帯 - 家族数: 39,160 家族 - 人口密度: 138人/km2（356人/mi2） - 住居数: 58,224軒 - 住居密度: 54軒/km2（140軒/mi2） 人種別人口構成 - 白人: 86.4% - アフリカン・アメリカン: 7.2% - ネイティブ・アメリカン: 0.3% - アジア人: 2.9% - 太平洋諸島系: 0.1% - その他の人種: 0.38% - 混血: 1.66% - ヒスパニック・ラテン系: 1.23% 年齢別人口構成 - 18歳未満: 23.9% - 18-24歳: 13.7% - 25-44歳: 27.0% - 45-64歳: 23.6% - 65歳以上: 11.8% - 年齢の中央値: 36歳 - 性比（女性100人あたり男性の人口） - 総人口: 94.8 - 18歳以上: 91.4 | 世帯と家族（対世帯数） - 18歳未満の子供がいる: 32.8% - 結婚・同居している夫婦: 58.0% - 未婚・離婚・死別女性が世帯主: 9.6% - 非家族世帯: 29.2% - 単身世帯: 23.0% - 65歳以上の老人1人暮らし: 7.7% - 平均構成人数 - 世帯: 2.53人 - 家族: 3.00人 収入と家計 - 収入の中央値 - 世帯: 48,656米ドル - 家族: 57,954米ドル - 性別 - 男性: 42,338米ドル - 女性: 28,457米ドル - 人口1人あたり収入: 23,057米ドル - 貧困線以下 - 対人口: 8.5% - 対家族数: 5.2% - 18歳未満: 8.7% - 65歳以上: 6.9% |

## 郡区

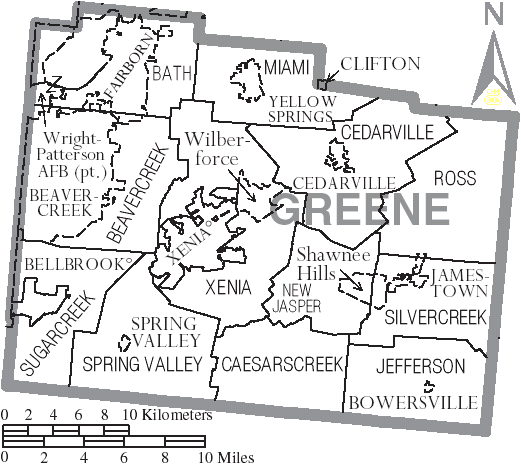
グリーン郡図

グリーン郡は下記12の郡区に分割されている。
| - バス - ビーバークリーク - シーザーズクリーク - シーダービル | - ジェファーソン - マイアミ - ニュージャスパー - ロス | - シルバークリーク - スプリングバレー - シュガークリーク - ジーニア |

## 都市
| - ビーバークリーク - ベルブルック - センタービル（部分） - フェアボーン | - ヒューバーハイツ（部分） - ケタリング（部分） - ジーニア - 郡庁所在地 |

### 村
| - ボウワーズビル - シーダービル - クリフトン（部分） | - ジェイムズタウン - スプリングバレー - イエロースプリングス |

### 国勢調査指定地域
- ショーニーヒルズ
- ウィルバーフォース
- ライト・パターソン空軍基地

### 未編入の町
- バイロン
- オールドタウン

## 教育

### 高等教育機関

#### 公立
- ライト州立大学、フェアボーン市
- セントラル州立大学、ウィルバーフォース
- クラーク州立コミュニティカレッジ、グリーンセンター、ビーバークリーク市

#### 私立
- アンティオック・カレッジ、イエロースプリングス村
- ウィルバーフォース大学、ウィルバーフォース
- シーダービル大学、シーダービル郡区

### 公共教育学区
- ビーバークリーク市教育学区
  - ビーバークリーク高校、ビーバークリーク市
- シーダークリフローカル教育学区
  - シーダービル高校、シーダービル郡区
- フェアボーン市教育学区
  - フェアボーン高校、フェアボーン市
- グリーンビューローカル教育学区
  - グリーンビュー高校、ジェイムズタウン村
- シュガークリークローカル教育学区
  - ベルブルック高校、ベルブルック市
- ジーニア・コミュニティ市教育学区
  - ジーニア高校、ジーニア市
- イエロースプリングス免除村教育学区
  - イエロースプリングス高校、イエロースプリングス村
- グリーン郡職業訓練センター、ジーニア市

### 私立学校
- デイトン・クリスチャン学校システム
  - ジーニア・クリスチャン高校、ジーニア市